# Alan F. Poole
Alan Forsyth Poole (* 7. Dezember 1948), in Publikationen meist Alan F. Poole, ist ein US-amerikanischer Ornithologe und Ökologe. Sein Forschungsinteresse gilt dem Fischadler (Pandion haliaetus).

## Leben
Poole erhielt 1970 den Bachelor of Arts in Literatur an der Princeton University. 1976 graduierte er zum Master of Science in Forstwissenschaft an der Yale University. 1984 wurde er mit der Dissertation Reproductive Limitation in Coastal Ospreys (Pandion haliaetus): An Ecological and an Evolutionary Perspective zum Ph.D. in Ökologie am Marine Biological Laboratory der Boston University in Woods Hole, Massachusetts, promoviert. In Vorbereitung auf diese Arbeit verbrachte er sechs Jahre in den Küstenregionen von Florida und Neuengland, wo er die Lebensweise und das Sozialverhalten von Fischadlern studierte. 1989 erschien beim Verlag Cambridge University Press das Buch Ospreys: A Natural and Unnatural History, worin Poole unter anderem beklagt, das in weiten Teilen der Vereinigten Staaten ein Rückgang der Fischadler-Population von 50 bis 90 Prozent durch den Einsatz des Insektizids DDT stattgefunden hat. 
Von 1992 bis zu seinem Ruhestand im Jahr 2015 war Poole am Enzyklopädie-Projekt Birds of North America beteiligt. Bis 2002 war er neben Frank B. Gill und Peter R. Stettenheim (1928–2013) Mitherausgeber der Druckausgabe, die in 716 Einzelheften (beziehungsweise in 18 Bänden mit 18.000 Seiten) unter dem Titel The Birds of North America: Life Histories for the 21st Century erschien. Ab 2004 gehörte er zu den Beitragsschreibern (z. B. über den Fischadler, die Silbermöwe, den Merlin, die Nordamerikanische Rohrdommel oder die Wilson-Drossel) der Online-Version, die vom Cornell Laboratory of Ornithology betreut wird. 1994 schrieb Poole das Familienkapitel über den Fischadler im zweiten Band des Handbook of the Birds of the World.
2014 stellte Poole den Dokumentarfilm Ospreys of New England vor.
2019 veröffentlichte er sein zweites Buch Ospreys: The Revival of a Global Raptor und 2023 sein drittes Werk Quetzals: Icons of the Cloud Forest.